# Kanton Confolens-Sud
Kanton Confolens-Sud (fr. Canton de Confolens-Sud) je francouzský kanton v departementu Charente v regionu Poitou-Charentes. Skládá se z 11 obcí.

## Obce kantonu
- Abzac
- Brigueuil
- Brillac
- Confolens (jižní část)
- Esse
- Lesterps
- Montrollet
- Saint-Christophe
- Saint-Germain-de-Confolens
- Saint-Maurice-des-Lions
- Oradour-Fanais